# Castilleja parviflora
Castilleja parviflora är en snyltrotsväxtart som beskrevs av August Gustav Heinrich von Bongard. Castilleja parviflora ingår i släktet målarborstar, och familjen snyltrotsväxter.

## Underarter
Arten delas in i följande underarter:
- C. p. albida
- C. p. olympica
- C. p. oreopola

## Bildgalleri

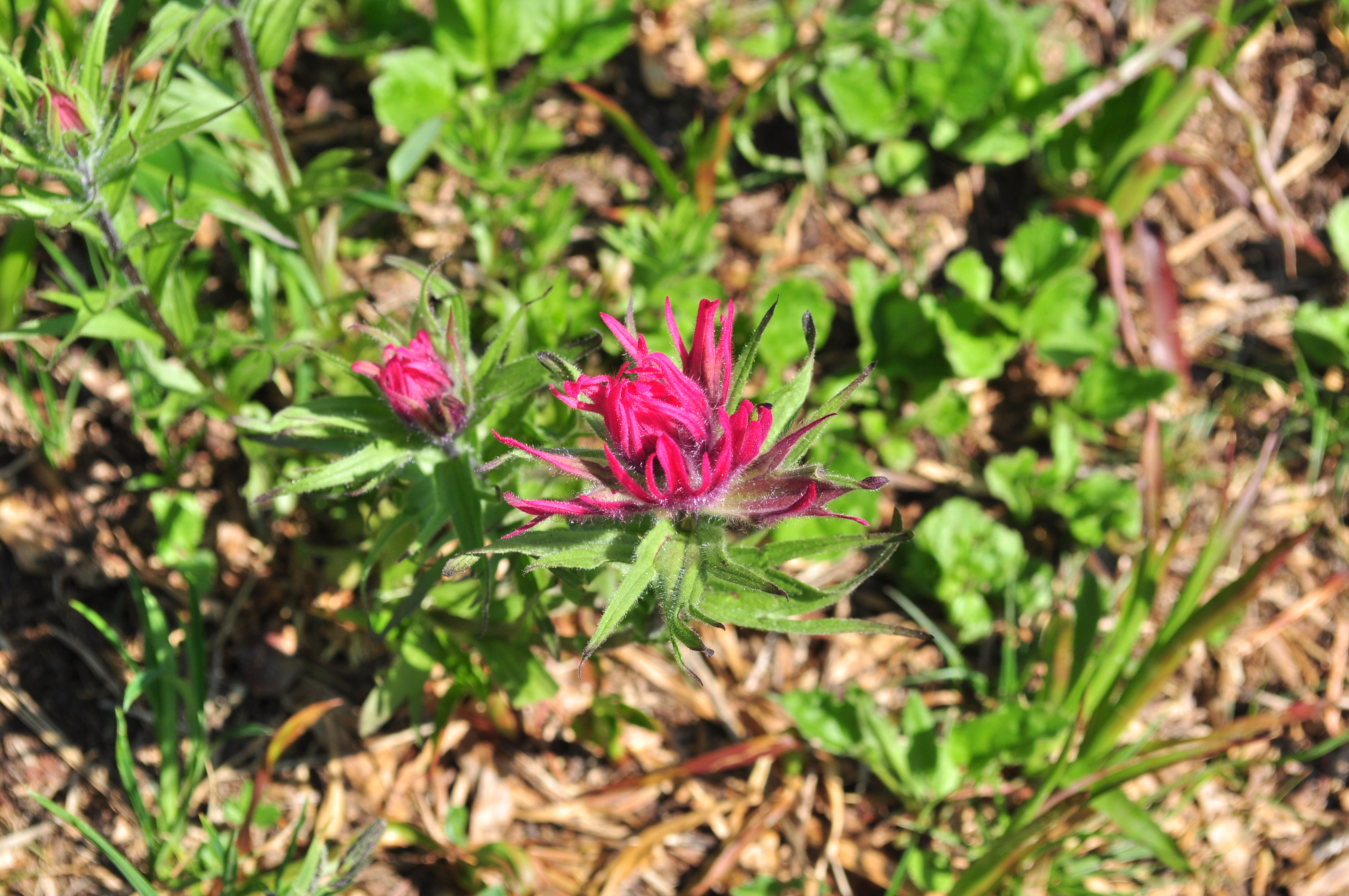
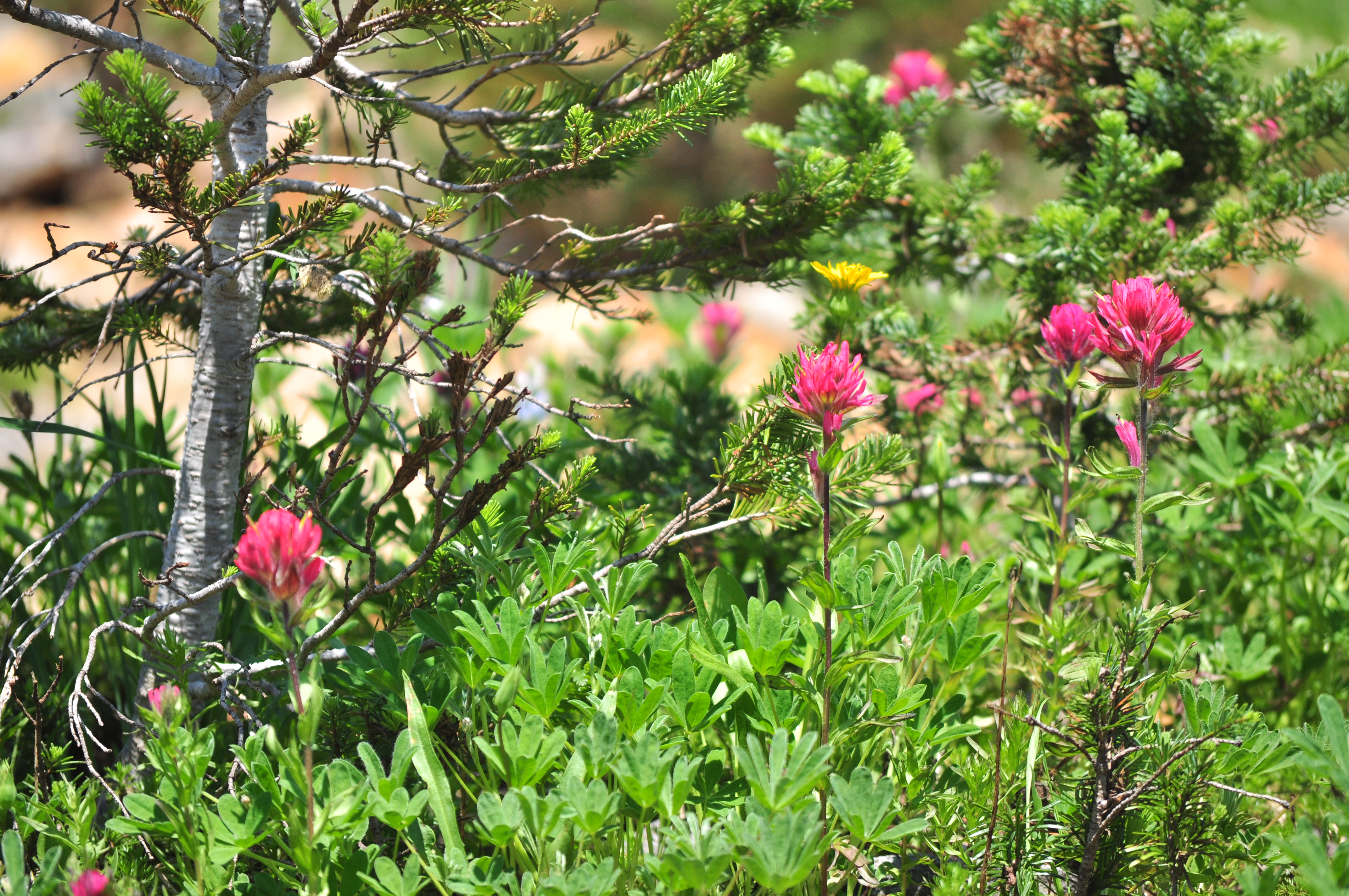
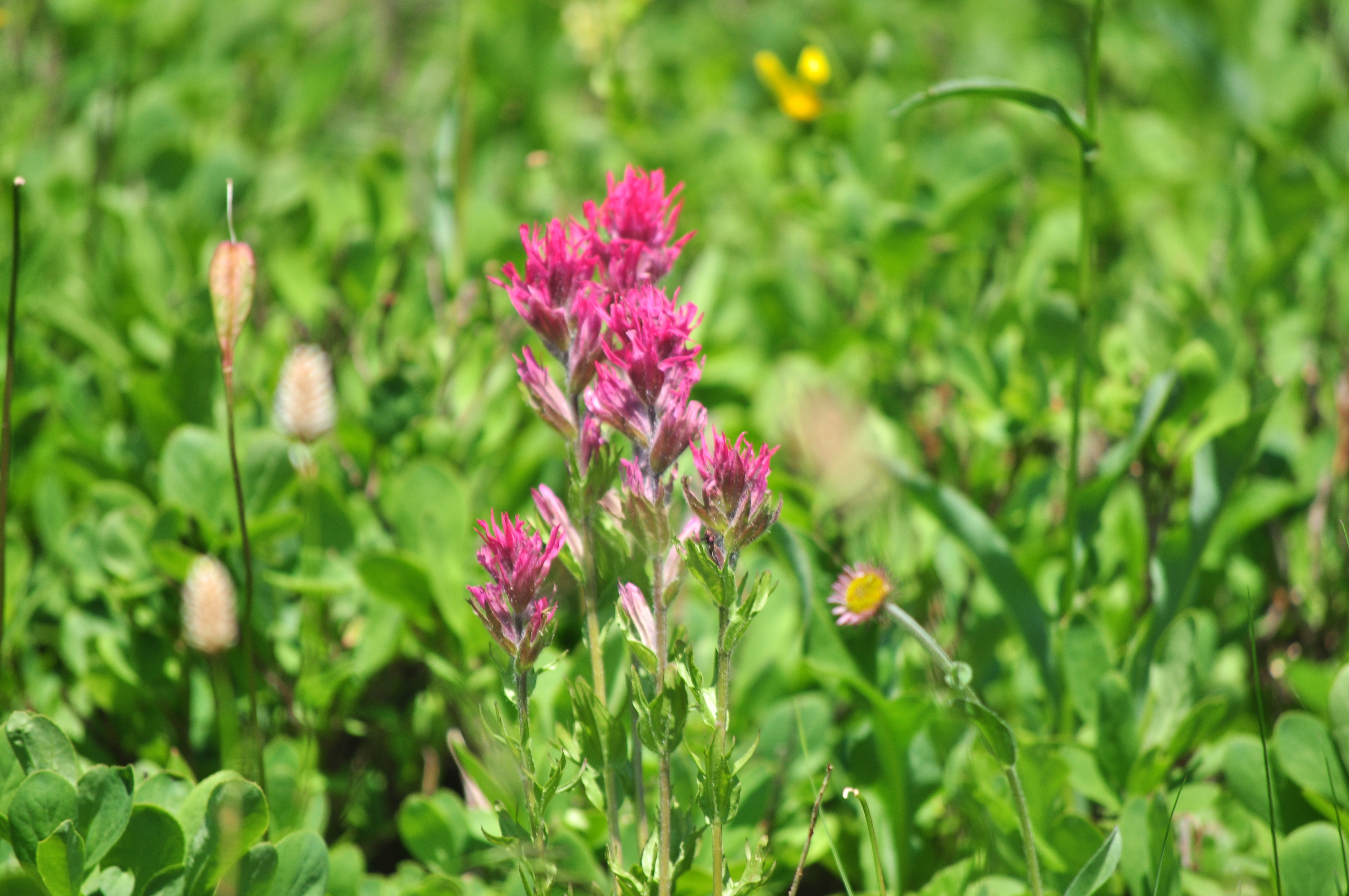
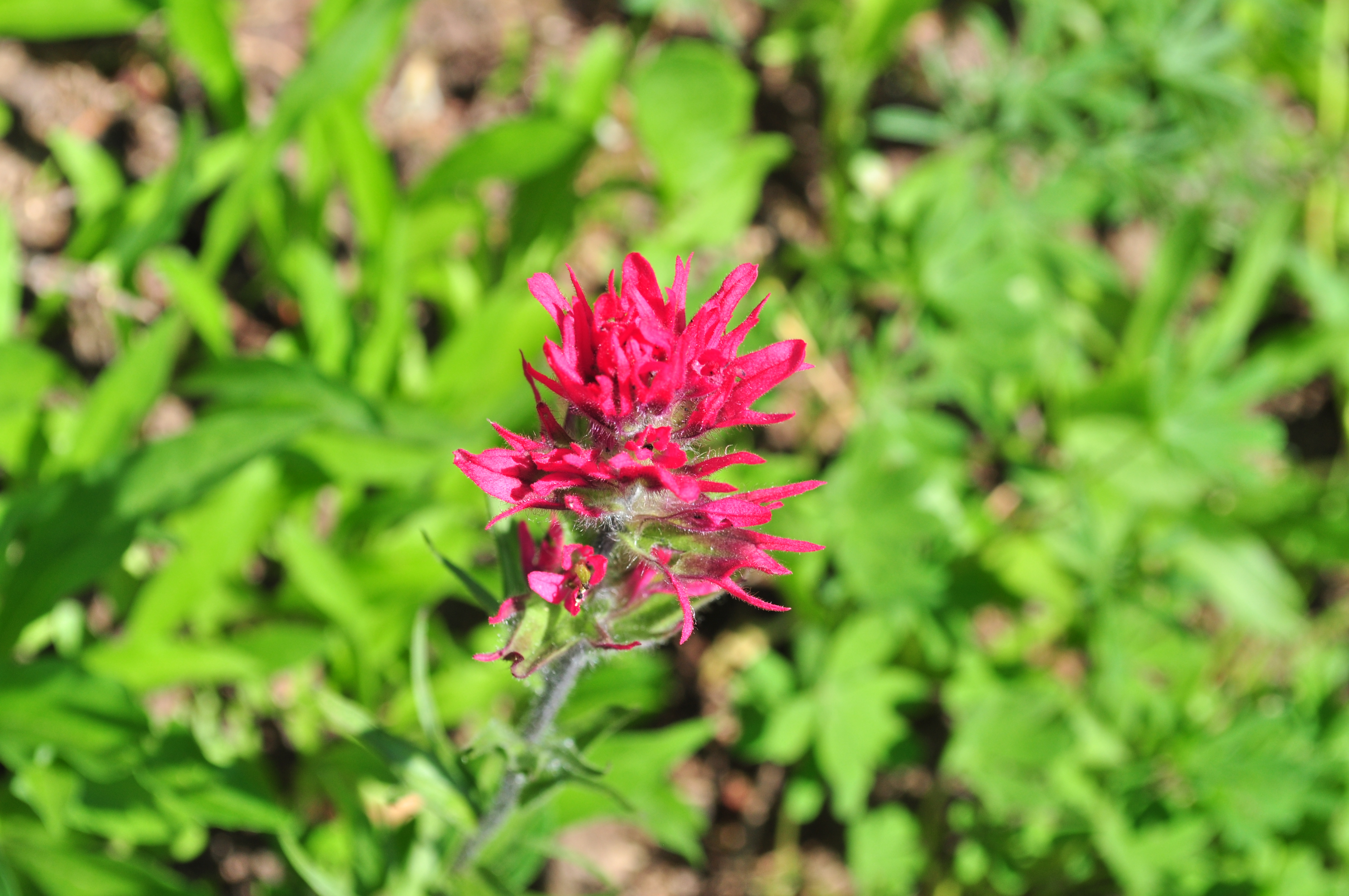
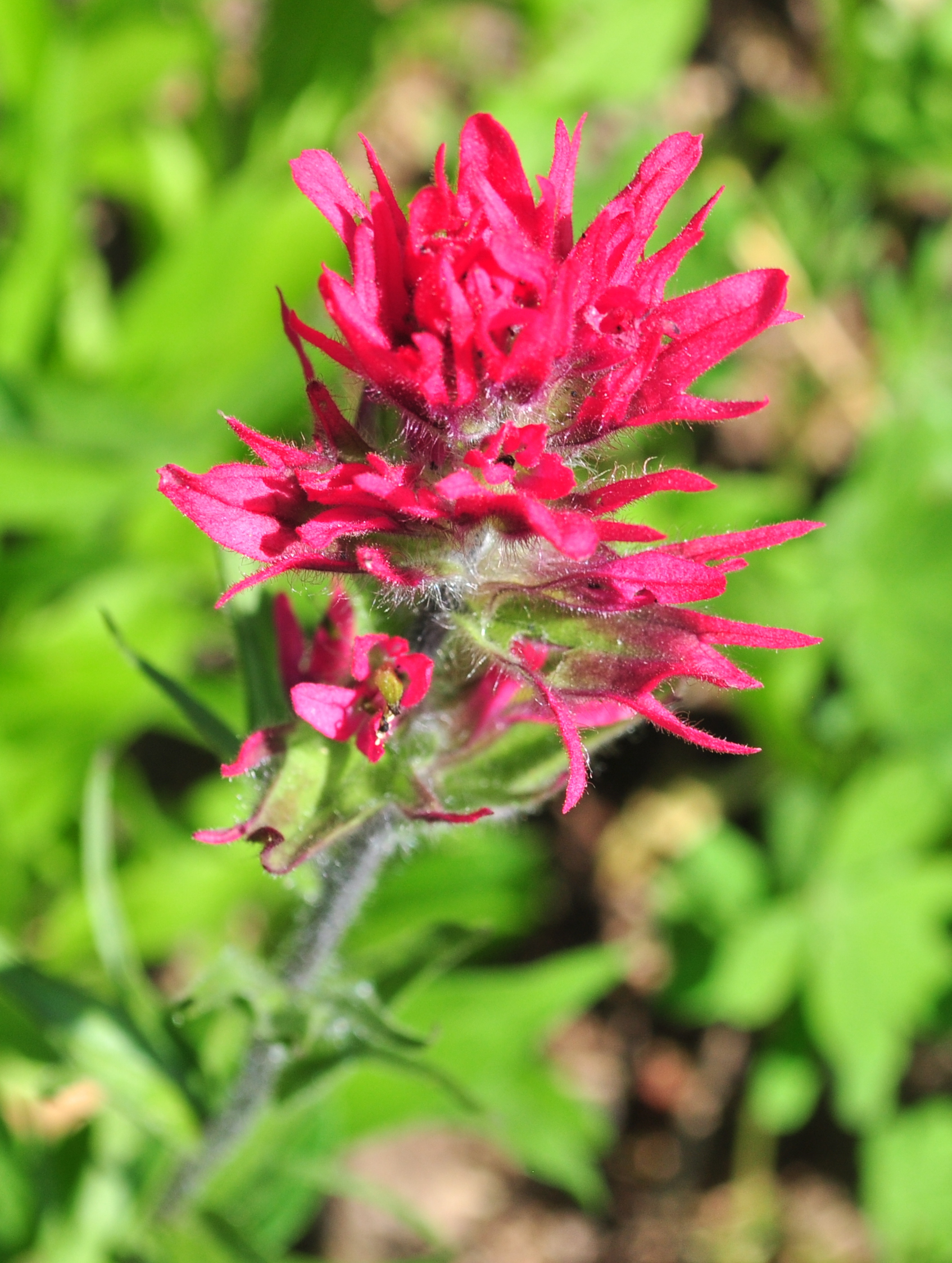
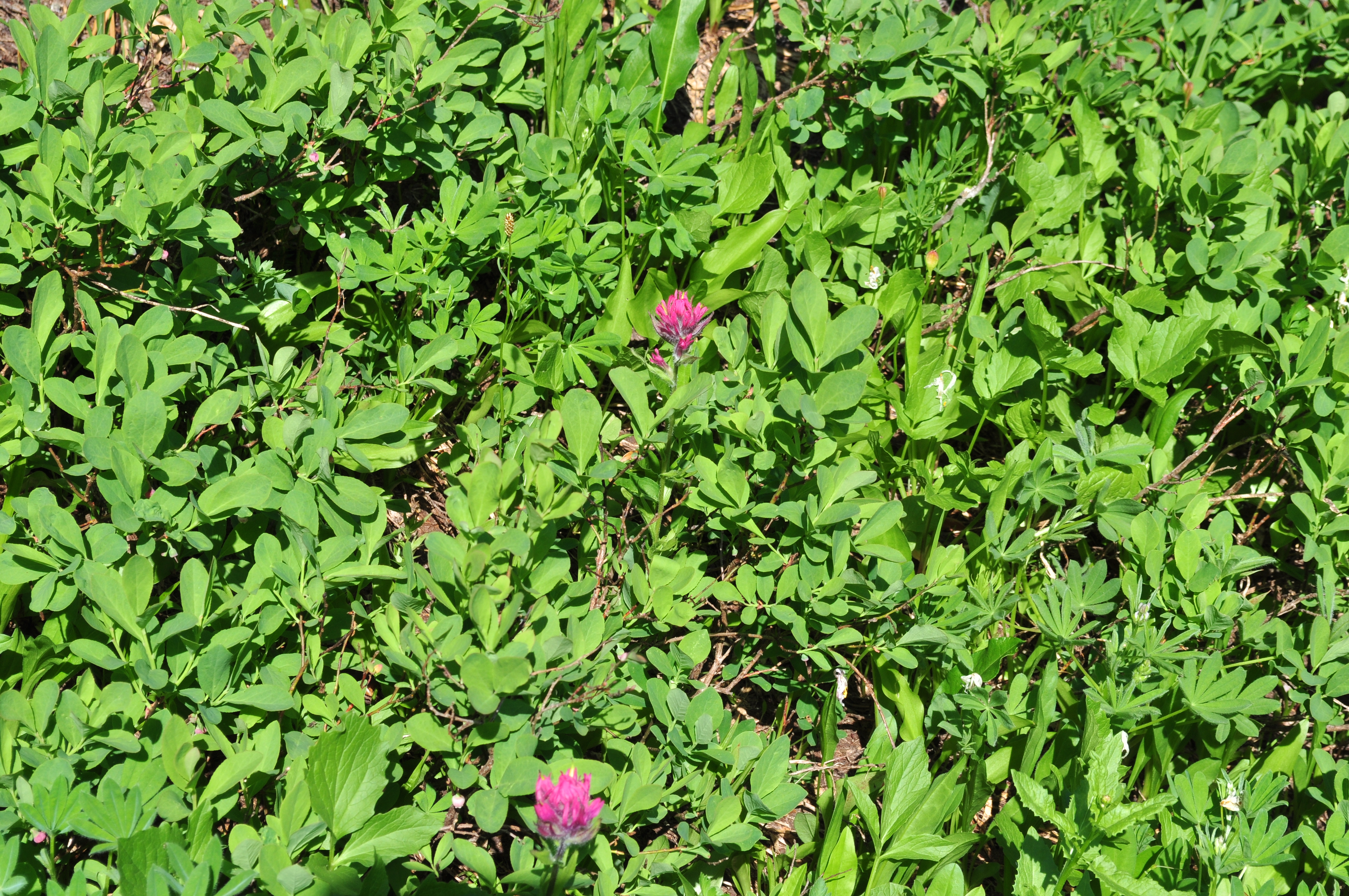